# Liste der Monuments historiques in Ageville
Die Liste der Monuments historiques in Ageville führt die Monuments historiques in der französischen Gemeinde Ageville auf.

## Liste der Immobilien
| Bezeichnung        | Beschreibung            | Standort                  | Kennzeichnung | Schutzstatus | Datum | Bild           |
| ------------------ | ----------------------- | ------------------------- | ------------- | ------------ | ----- | -------------- |
| Friedhofskreuz     | aus dem 16. Jahrhundert | Rue de l’Abreuvoir (Lage) | PA00078930    | Inscrit      | 1928  | weitere Bilder |
| Kirche St-Gengoulf | ab dem 13. Jahrhundert  | Rue de l’Abreuvoir (Lage) | PA00078931    | Inscrit      | 1928  |                |

## Liste der Objekte
| Bezeichnung | Beschreibung | Standort                         | Kennzeichnung | Schutzstatus | Datum | Bild |
| ----------- | --- | -------------------------------- | ------------- | ------------ | ----- | ---- |
| Hauptaltar  | Altartisch, Altarstufen, Tabernakel und Expositionsnische; Holz, farbig gefasst und vergoldet, 18. Jahrhundert, der Werkstatt von Jean-Baptiste Bouchardon zugeschrieben | in der Kirche St-Gengoulf (Lage) | PM52001678    | Inscrit      | 1980  |      |
| Wandgemälde | fünf Fresken, 16. Jahrhundert | in der Kirche St-Gengoulf (Lage) | PM52001679    | Inscrit      | 1992  |      |